# Orthopsyche rashala
Orthopsyche rashala là một loài Trichoptera trong họ Hydropsychidae. Chúng phân bố ở miền Australasia.